# Blaenau Gwent (circonscription du Senedd)
Ne doit pas être confondue avec Blaenau Gwent, une circonscription parlementaire de la Chambre des communes.
Pour les articles homonymes, voir Blaenau Gwent (homonymie).
Blaenau Gwent est une circonscription du Senedd dite de comté utilisée dans le cadre d’un scrutin uninominal pour les élections générales du Parlement gallois. Créée en 1999, elle appartient à la région électorale de South Wales East.
Alun Davies est le membre du Senedd représentant la circonscription depuis l’élection générale de 2011. Il siège à la chambre dans le groupe du Labour.

## Histoire

### Création de la circonscription
Les circonscriptions de l’Assemblée (Assembly constituencies  en anglais) sont des divisions électorales du territoire du pays de Galles créées à compter du 1er décembre 1998 par le Government of Wales Act 1998 pour les élections de l’Assemblée nationale du pays de Galles et utilisées à partir du 6 mai 1999, jour du premier scrutin dévolu,.
Ainsi, la circonscription de Blaenau Gwent est pour la première fois employée à partir des élections de l’Assemblée de 1999 comme 39 autres circonscriptions. Ses limites se calquent sur celles de la circonscription parlementaire (parliamentary constituency en anglais) de Blaenau Gwent, qui est une circonscription dite de comté d’après le Parliamentary Constituencies Act 1986 (en),,.
La définition originelle de la circonscription est décrite dans le Parliamentary Constituencies (Wales) Order 1995, un décret en Conseil redistribuant les sièges gallois du Parlement du Royaume-Uni sur la base des zones de gouvernement local établies par le Borough of Blaenau Gwent (Electoral Arrangements) Order 1992 et utilisé pour les élections générales de la Chambre des communes depuis 1997. À son sens, la circonscription de Blaenau Gwent englobe un territoire compris sur la totalité des sections électorales du borough de Blaenau Gwent,,.

### Découpage de 2006
Un découpage des circonscriptions parlementaires et de l’Assemblée est opéré par le Parliamentary Constituencies and Assembly Electoral Regions (Wales) Order 2006 à partir des zones principales en usage au 31 janvier 2005. Ce décret en Conseil est mis en œuvre à partir des élections législatives galloises de 2007, et, à l’entrée en vigueur du Government of Wales Act 2006, il devient la base légale délimitant les circonscriptions et régions électorales de l’Assemblée,.
Le décret donne une nouvelle définition des limites de la circonscription de Blaenau Gwent désormais établie à partir de la totalité des sections électorales du borough de comté de Blaenau Gwent. Ainsi, comme pour 4 autres circonscriptions, il modifie de façon « très mineure » les limites du territoire de la circonscription,.

## Description

### Toponymie
La seule dénomination officielle de la circonscription est celle de Blaenau Gwent County Constituency (littéralement en anglais, la « circonscription de comté de Blaenau Gwent ») d’après le Parliamentary Constituencies and Assembly Electoral Regions (Wales) Order 2006, plus simplement abrégée en Blaenau Gwent. En gallois, elle porte le même nom,.

### Données démographiques
| Année                                | Population | Superficie (en km2) | Densité de population (en hab./km2) |
| ------------------------------------ | ---------- | ------------------- | ----------------------------------- |
| 1991                                 | 70 165     |                     |                                     |
| 2001                                 | 70 064     | 108,76              | 644                                 |
| Ajustement mineur des limites (2007) |            |                     |                                     |
| 2011                                 | 69 814     | 108,76              | 642                                 |

Le dernier recensement de la population en vigueur en Angleterre et au pays de Galles est celui opéré par l’Office for National Statistics en 2011.
Selon ce recensement, la circonscription de Blaenau Gwent admet une population résidentielle (usual residents en anglais) de 69 814 habitants, en dessous de la moyenne par circonscription évaluée à 76 586 habitants. Elle est ainsi la dixième circonscription la moins peuplée des circonscriptions du Senedd derrière celle d’Ynys Môn (9e rang) et devant celle de Delyn (11e rang).
Du point de vue de la surface, avec ses 108,76 km2, elle est la 12e circonscription la moins étendue. Aussi, sa densité de population de 642 hab/km2 s’établit au dessus de la moyenne du pays de Galles.

### Système électoral
Les élections générales du Parlement gallois sont un système parallèle associant un scrutin majoritaire et un scrutin proportionnel qualifié de système du membre additionnel (additional member system en anglais, abrégé en AMS).
L’élection d’un représentant de circonscription est conduite dans le cadre d’un scrutin uninominal majoritaire à un tour (first-past-the-post). Selon ce système électoral, le candidat élu est celui ayant reçu le plus grand nombre de voix au premier et seul tour du scrutin. Une majorité simple (et non absolue) est donc requise pour gagner l’élection dans la circonscription.
Simultanément à l’élection du représentant de circonscription se déroule une autre élection, celle-ci au scrutin de liste bloquée, dans laquelle sont désignés 4 représentants régionaux en fonction des résultats des partis politiques à l’échelle des circonscriptions d’une région électorale. Ainsi, le scrutin corrige proportionnellement la somme des sièges obtenus par les partis dans les circonscriptions en distribuant les sièges régionaux selon le rapport de voix par sièges d’après la méthode d’Hondt. Plus un parti politique obtient de circonscriptions dans une région électorale donnée, moins il se voit attribuer de sièges régionaux dans celle-ci et inversement, mois il en obtient, plus il a de sièges régionaux sous réserve d’atteindre un seuil.

### Région électorale
D’après l’European Parliamentary Constituencies (Wales) Order 1994, la circonscription de Blaenau Gwent est, avec celles de Caerphilly, d’Islwyn, de Merthyr Tydfil and Rhymney, de Monmouth, de Newport East, de Newport West et de Torfaen, l’une des composantes de la région électorale de South Wales East en 1999,,.
La composition des circonscriptions de la région électorale tout comme ses limites ne sont pas modifiées par le Parliamentary Constituencies and Assembly Electoral Regions (Wales) Order 2006,.

## Représentants

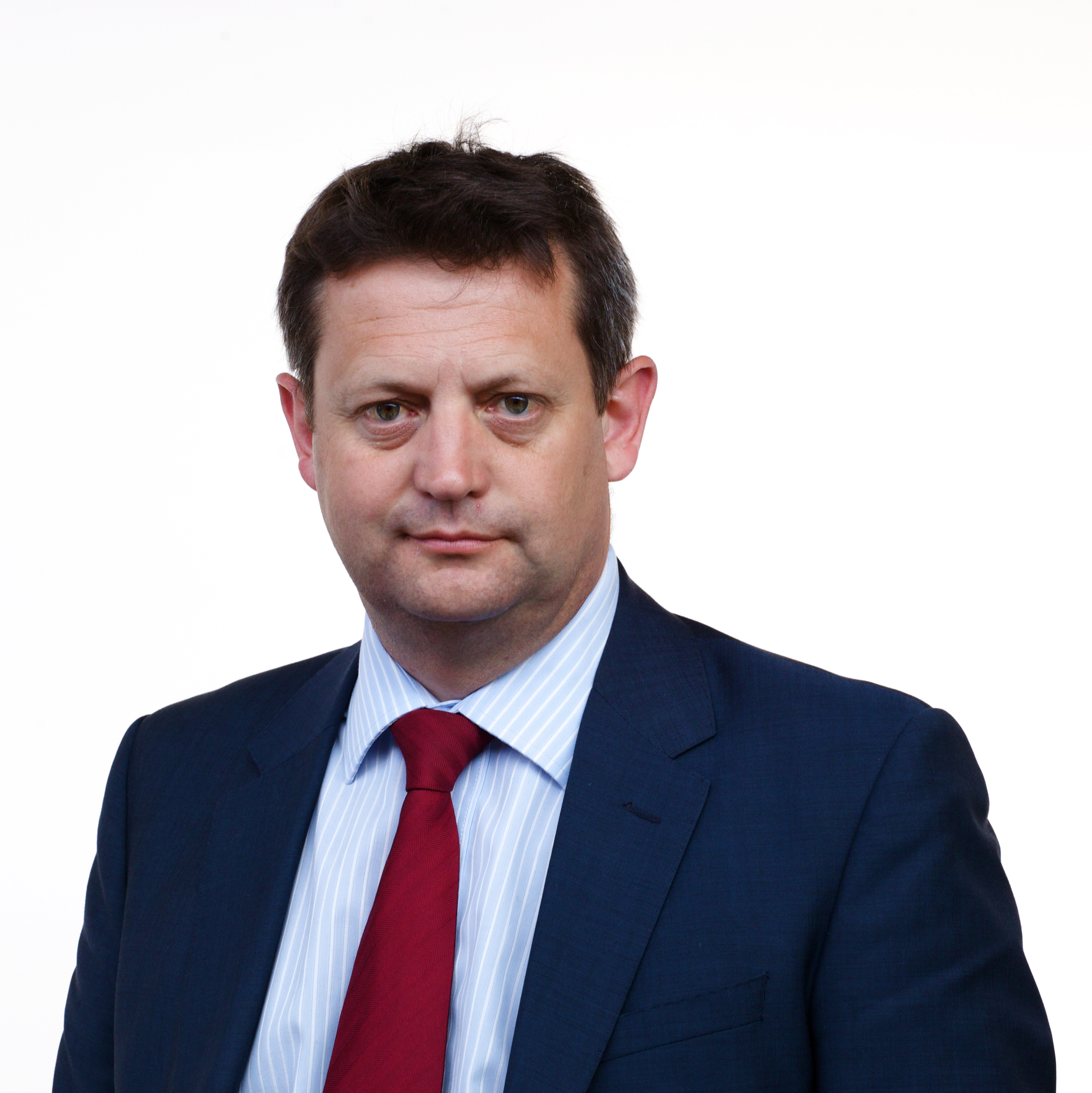
Alun Davies (depuis 2011)

| Mandature                                           | Période              | Période              | Membre      | Groupe                                     | Fonction |
| --------------------------------------------------- | -------------------- | -------------------- | ----------- | ------------------------------------------ | --- |
| Ire                                                 | 7 mai 1999           | 30 avril 2003        | Peter Law   | Labour (1999-2005) Non-inscrit (2005-2006) | Secrétaire à l’Environnement (1999-2000) Secrétaire au Gouvernement local et au Logement (2000)                                                                            |
| IIe                                                 | 2 mai 2003           | 25 avril 2006        | Peter Law   | Labour (1999-2005) Non-inscrit (2005-2006) | Membre du Parlement (2005-2006), élu dans la circonscription de Blaenau Gwent                                                                                              |
| IIe                                                 | 30 juin 2006         | 2 mai 2007           | Trish Law   | Non-inscrite                               | |
| Ajustement mineur des limites de la circonscription |                      |                      |             |                                            | |
| IIIe                                                | 4 mai 2007           | 31 mars 2011         | Trish Law   | Non-inscrite                               | |
| IVe                                                 | 6 mai 2011           | 5 avril 2016         | Alun Davies | Labour                                     | Vice-ministre de l’Agriculture, de l’Alimentation, de la Pêche et des Programmes européens (2011-2013) Ministre des Ressources naturelles et de l’Alimentation (2013-2014) |
| Ve                                                  | 6 mai 2016           | 29 avril 2021        | Alun Davies | Labour                                     | Ministre de la Formation continue et de la Langue galloise (2016-2017) Secrétaire de cabinet au Gouvernement local et aux Services publics (2017-2018)                     |
| VIe                                                 | Depuis le 8 mai 2021 | Depuis le 8 mai 2021 | Alun Davies | Labour                                     | |

- Alun Davies 
 (depuis 2011)

## Résultats électoraux

### Évolution électorale
Pour des raisons techniques, il est temporairement impossible d'afficher le graphique qui aurait dû être présenté ici.

### Détails des élections

#### Élection de 1999
| Candidat                   | Candidat                                               | Étiquette                  | Parti                           | Vote   | Vote   | Vote |  |
| Candidat                   | Candidat                                               | Étiquette                  | Parti                           | Voix   | %      | ±    |  |
| -------------------------- | ------------------------------------------------------ | -------------------------- | ------------------------------- | ------ | ------ | ---- |  |
|                            | Peter Law                                              | LAB                        | Welsh Labour (Labour and Co-op) | 16 069 | 61,97  | ND   |  |
|                            | Phil Williams                                          | PC                         | Plaid Cymru                     | 5 501  | 21,21  | ND   |  |
|                            | Keith Rogers                                           | LD                         | Welsh Liberal Democrats         | 2 918  | 11,25  | ND   |  |
|                            | David N. Thomas                                        | CON                        | Welsh Conservatives             | 1 444  | 5,57   | ND   |  |
|                            |                                                        |                            |                                 |        |        |      |  |
| Majorité                   | Majorité                                               | Majorité                   | Majorité                        | 10 568 | 40,75  | ND   |  |
| Transfert de Butler        | Transfert de Butler                                    | Transfert de Butler        | Transfert de Butler             |        |        | ND   |  |
|                            |                                                        |                            |                                 |        |        |      |  |
| Corps électoral            | Corps électoral                                        | Corps électoral            | Corps électoral                 | 53 919 | 100,00 |      |  |
| Abstention, blancs et nuls | Abstention, blancs et nuls                             | Abstention, blancs et nuls | Abstention, blancs et nuls      | 27 987 | 51,91  |      |  |
| Exprimés                   | Exprimés                                               | Exprimés                   | Exprimés                        | 25 932 | 48,09  | ND   |  |
|                            |                                                        |                            |                                 |        |        |      |  |
|                            | Le Labour remporte le siège (nouvelle circonscription) |                            |                                 |        |        |      |  |

#### Élection de 2003
| Candidat                   | Candidat                    | Étiquette                  | Parti                             | Vote   | Vote   | Vote  |  |
| Candidat                   | Candidat                    | Étiquette                  | Parti                             | Voix   | %      | ±     |  |
| -------------------------- | --------------------------- | -------------------------- | --------------------------------- | ------ | ------ | ----- |  |
|                            | Peter Law                   | LAB                        | Welsh Labour (Labour and Co-op)   | 13 884 | 70,22  | 8,25  |  |
|                            | Steve Bard                  | LD                         | Welsh Liberal Democrats           | 2 148  | 10,86  | 0,39  |  |
|                            | Rhys Ap Elis                | PC                         | Plaid Cymru                       | 1 889  | 9,55   | 11,66 |  |
|                            | Barrie O’Keefe              | CON                        | Welsh Conservatives               | 1 131  | 5,72   | 0,15  |  |
|                            | Roger Thomas                | UKIP                       | United Kingdom Independence Party | 719    | 3,64   | ND    |  |
|                            |                             |                            |                                   |        |        |       |  |
| Majorité                   | Majorité                    | Majorité                   | Majorité                          | 11 736 | 59,36  | 18,61 |  |
| Transfert de Butler        | Transfert de Butler         | Transfert de Butler        | Transfert de Butler               |        |        | 4,32  |  |
|                            |                             |                            |                                   |        |        |       |  |
| Corps électoral            | Corps électoral             | Corps électoral            | Corps électoral                   | 52 927 | 100,00 |       |  |
| Abstention, blancs et nuls | Abstention, blancs et nuls  | Abstention, blancs et nuls | Abstention, blancs et nuls        | 33 156 | 62,64  |       |  |
| Exprimés                   | Exprimés                    | Exprimés                   | Exprimés                          | 19 771 | 37,36  | 10,73 |  |
|                            |                             |                            |                                   |        |        |       |  |
|                            | Le Labour conserve le siège |                            |                                   |        |        |       |  |

#### Élection partielle de 2006
| Candidat                   | Candidat                                       | Étiquette                  | Parti                      | Vote   | Vote   | Vote  |  |
| Candidat                   | Candidat                                       | Étiquette                  | Parti                      | Voix   | %      | ±     |  |
| -------------------------- | ---------------------------------------------- | -------------------------- | -------------------------- | ------ | ------ | ----- |  |
|                            | Trish Law                                      | IND                        | Independent                | 13 785 | 50,33  | ND    |  |
|                            | John Hopkins                                   | LAB                        | Welsh Labour               | 9 321  | 34,03  | 36,19 |  |
|                            | Steve Bard                                     | LD                         | Welsh Liberal Democrats    | 2 054  | 7,50   | 3,36  |  |
|                            | John Price                                     | PC                         | Plaid Cymru                | 1 109  | 4,05   | 5,5   |  |
|                            | Jonathan Burns                                 | CON                        | Welsh Conservatives        | 816    | 2,98   | 2,74  |  |
|                            | John Matthews                                  | WGP                        | Wales Green Party          | 302    | 1,10   | ND    |  |
|                            |                                                |                            |                            |        |        |       |  |
| Majorité                   | Majorité                                       | Majorité                   | Majorité                   | 4 464  | 16,30  | 43,06 |  |
| Transfert de Butler        | Transfert de Butler                            | Transfert de Butler        | Transfert de Butler        |        |        | ND    |  |
|                            |                                                |                            |                            |        |        |       |  |
| Corps électoral            | Corps électoral                                | Corps électoral            | Corps électoral            | 52 900 | 100,00 |       |  |
| Abstention, blancs et nuls | Abstention, blancs et nuls                     | Abstention, blancs et nuls | Abstention, blancs et nuls | 25 513 | 48,23  |       |  |
| Exprimés                   | Exprimés                                       | Exprimés                   | Exprimés                   | 27 387 | 51,77  | 14,41 |  |
|                            |                                                |                            |                            |        |        |       |  |
|                            | Un indépendant remporte le siège sur le Labour |                            |                            |        |        |       |  |

#### Élection générale de 2007
| Candidat                   | Candidat                         | Étiquette                  | Parti                      | Vote   | Vote   | Vote |  |
| Candidat                   | Candidat                         | Étiquette                  | Parti                      | Voix   | %      | ±    |  |
| -------------------------- | -------------------------------- | -------------------------- | -------------------------- | ------ | ------ | ---- |  |
|                            | Trish Law                        | IND                        | Indépendant                | 12 722 | 54,09  | 3,76 |  |
|                            | Keren Bender                     | LAB                        | Welsh Labour               | 7 365  | 31,32  | 2,71 |  |
|                            | Paul Brighton                    | LD                         | Welsh Liberal Democrats    | 1 351  | 5,74   | 1,76 |  |
|                            | Richard Coombs                   | PC                         | Plaid Cymru                | 1 129  | 4,80   | 0,75 |  |
|                            | Will Gallagher                   | CON                        | Welsh Conservatives        | 951    | 4,04   | 1,06 |  |
|                            |                                  |                            |                            |        |        |      |  |
| Majorité                   | Majorité                         | Majorité                   | Majorité                   | 5 357  | 22,78  | 6,48 |  |
| Transfert                  | Transfert                        | Transfert                  | Transfert                  |        |        | 3,24 |  |
|                            |                                  |                            |                            |        |        |      |  |
| Corps électoral            | Corps électoral                  | Corps électoral            | Corps électoral            | 52 818 | 100,00 |      |  |
| Abstention, blancs et nuls | Abstention, blancs et nuls       | Abstention, blancs et nuls | Abstention, blancs et nuls | 29 300 | 55,47  |      |  |
| Exprimés                   | Exprimés                         | Exprimés                   | Exprimés                   | 23 518 | 44,53  | 7,24 |  |
|                            |                                  |                            |                            |        |        |      |  |
|                            | Un indépendant conserve le siège |                            |                            |        |        |      |  |

#### Élection générale de 2011
| Candidat            | Candidat                                       | Étiquette           | Parti                   | Vote   | Vote   | Vote  |  |
| Candidat            | Candidat                                       | Étiquette           | Parti                   | Voix   | %      | ±     |  |
| ------------------- | ---------------------------------------------- | ------------------- | ----------------------- | ------ | ------ | ----- |  |
|                     | Alun Davies                                    | LAB                 | Welsh Labour            | 12 926 | 63,96  | 32,64 |  |
|                     | Jayne Sullivan                                 | IND                 | Independent             | 3 806  | 18,83  | ND    |  |
|                     | Darren Jones                                   | PC                  | Plaid Cymru             | 1 098  | 5,43   | 0,63  |  |
|                     | Bob Hayward                                    | CON                 | Welsh Conservatives     | 1 066  | 5,27   | 1,23  |  |
|                     | Brian Urch                                     | BNP                 | British National Party  | 948    | 4,69   | ND    |  |
|                     | Martin Oliver Blakebrough                      | LD                  | Welsh Liberal Democrats | 367    | 1,82   | 3,92  |  |
|                     |                                                |                     |                         |        |        |       |  |
| Majorité            | Majorité                                       | Majorité            | Majorité                | 9 120  | 45,12  | 22,34 |  |
| Transfert de Butler | Transfert de Butler                            | Transfert de Butler | Transfert de Butler     |        |        | ND    |  |
|                     |                                                |                     |                         |        |        |       |  |
| Corps électoral     | Corps électoral                                | Corps électoral     | Corps électoral         | 53 230 | 100,00 |       |  |
| Abstention          | Abstention                                     | Abstention          | Abstention              | 38 803 | 61,84  |       |  |
| Participation       | Participation                                  | Participation       | Participation           | 20 314 | 38,16  |       |  |
| Exprimés            | Exprimés                                       | Exprimés            | Exprimés                | 20 211 | 37,97  | 5,56  |  |
| Blancs et nuls      | Blancs et nuls                                 | Blancs et nuls      | Blancs et nuls          | 103    | 0,19   |       |  |
|                     |                                                |                     |                         |        |        |       |  |
|                     | Le Labour remporte le siège sur un indépendant |                     |                         |        |        |       |  |

#### Élection générale de 2016
| Candidat                   | Candidat                    | Étiquette                  | Parti                             | Vote   | Vote   | Vote  |  |
| Candidat                   | Candidat                    | Étiquette                  | Parti                             | Voix   | %      | ±     |  |
| -------------------------- | --------------------------- | -------------------------- | --------------------------------- | ------ | ------ | ----- |  |
|                            | Alun Davies                 | LAB                        | Welsh Labour                      | 8 442  | 39,65  | 24,31 |  |
|                            | Nigel Copner                | PC                         | Plaid Cymru                       | 7 792  | 36,60  | 31,17 |  |
|                            | Kevin Boucher               | UKIP                       | United Kingdom Independence Party | 3 423  | 16,08  | ND    |  |
|                            | Tracey West                 | CON                        | Welsh Conservatives               | 1 334  | 6,27   | 1     |  |
|                            | Brendan D’Cruz              | LD                         | Welsh Liberal Democrats           | 300    | 1,41   | 0,41  |  |
|                            |                             |                            |                                   |        |        |       |  |
| Majorité                   | Majorité                    | Majorité                   | Majorité                          | 650    | 3,05   | 21,46 |  |
| Transfert de Butler        | Transfert de Butler         | Transfert de Butler        | Transfert de Butler               |        |        | 27,74 |  |
|                            |                             |                            |                                   |        |        |       |  |
| Corps électoral            | Corps électoral             | Corps électoral            | Corps électoral                   | 50 574 | 100,00 |       |  |
| Abstention, blancs et nuls | Abstention, blancs et nuls  | Abstention, blancs et nuls | Abstention, blancs et nuls        | 29 283 | 57,90  |       |  |
| Exprimés                   | Exprimés                    | Exprimés                   | Exprimés                          | 21 291 | 42,10  | 5,23  |  |
|                            |                             |                            |                                   |        |        |       |  |
|                            | Le Labour conserve le siège |                            |                                   |        |        |       |  |